# Гемма
Гемма, також Альфе́кка (α Coronae Borealis, скорочено Alpha CrB, α CrB) — затемнювана подвійна зоря, найяскравіша в сузір'ї Північна Корона. Розташована на відстані близько 75 світлових років від Сонця і складається з двох зір головної послідовності — однієї класу A, другої класу G.

## Назва
Позначення зорі за Баєром — α Coronae Borealis, латинізована форма — Alpha Coronae Borealis. Робоча група з назв зір (WGSN) Міжнародного астрономічного союзу обрала офіційною назвою цієї зорі Альфекка.
Альфа Північної Корони має кілька історичних назв:
- Альфекка[16] від араб. نير الفكّة, al-fakka — «яскрава [зоря] розірваного [кола]».
- Гемма[16], що в перекладі з латини означає «дорогоцінний камінь».
- Гнозія, від латинського виразу Gnōsia stella corōnæ, що зустрічається у Вергілія в дидактичній поемі «Георгіки» (γεωργεῖν)[17].

У каталозі Al Achsasi Al Mouakket зазначено назву nayyir al-fakka or Nir al Feccah.
У китайській мові 貫索 (Guàn Suǒ), що означає «спіральна стрічка», стосується астеризму, який складається з кількох зір сузір'я Північна Корона: Альфа, Пі, Тета, Бета, Гамма, Дельта, Епсилон, Йота і Ро. Таким чином, китайська назва самої Альфи Полярної Ведмедиці — 貫索四 (Guàn Suǒ sì, букв. «четверта зірка згорнутої стрічки»).

## Властивості

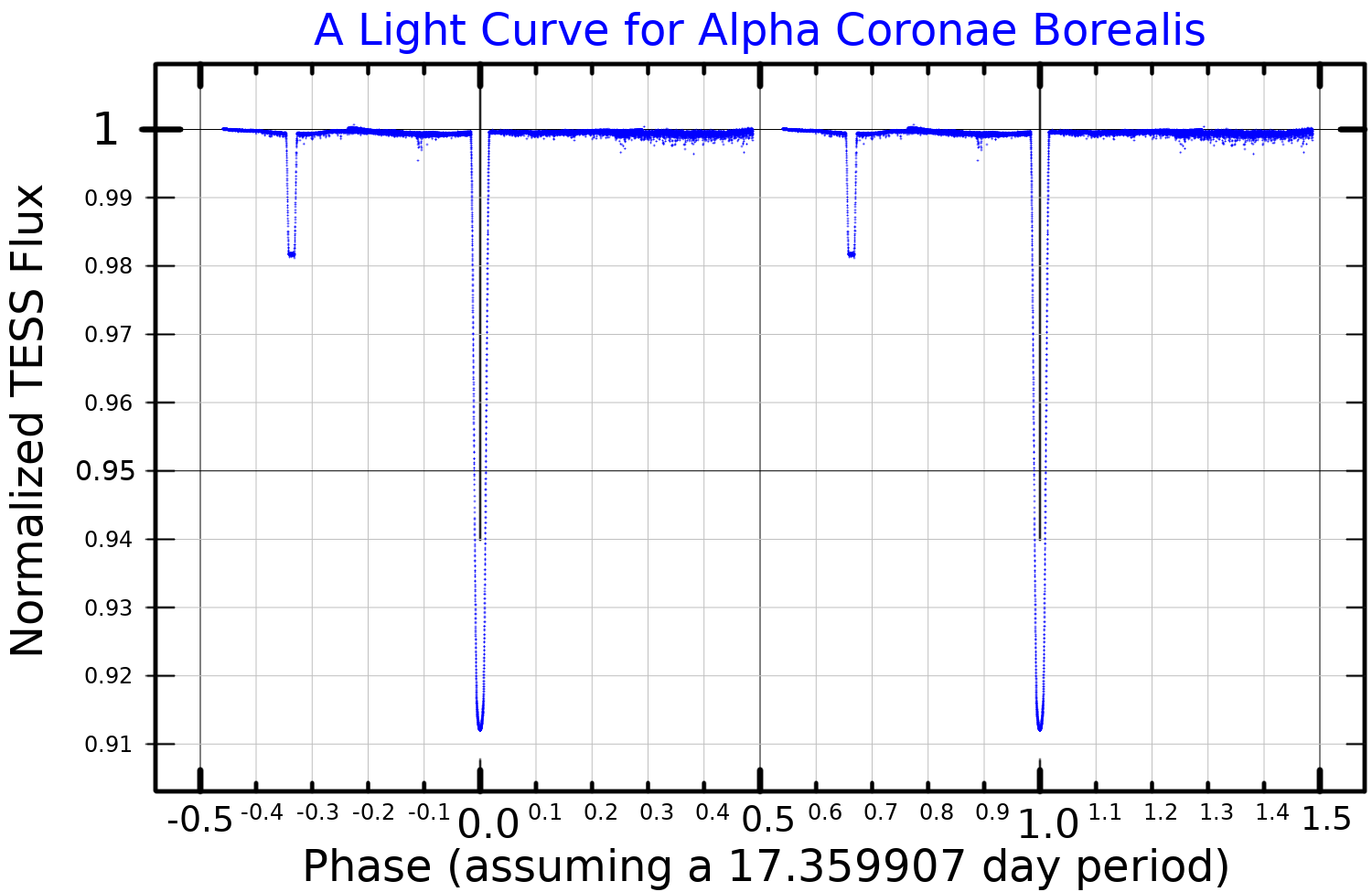
Крива блиску Альфи Північної Корони, побудована за даними TESS.

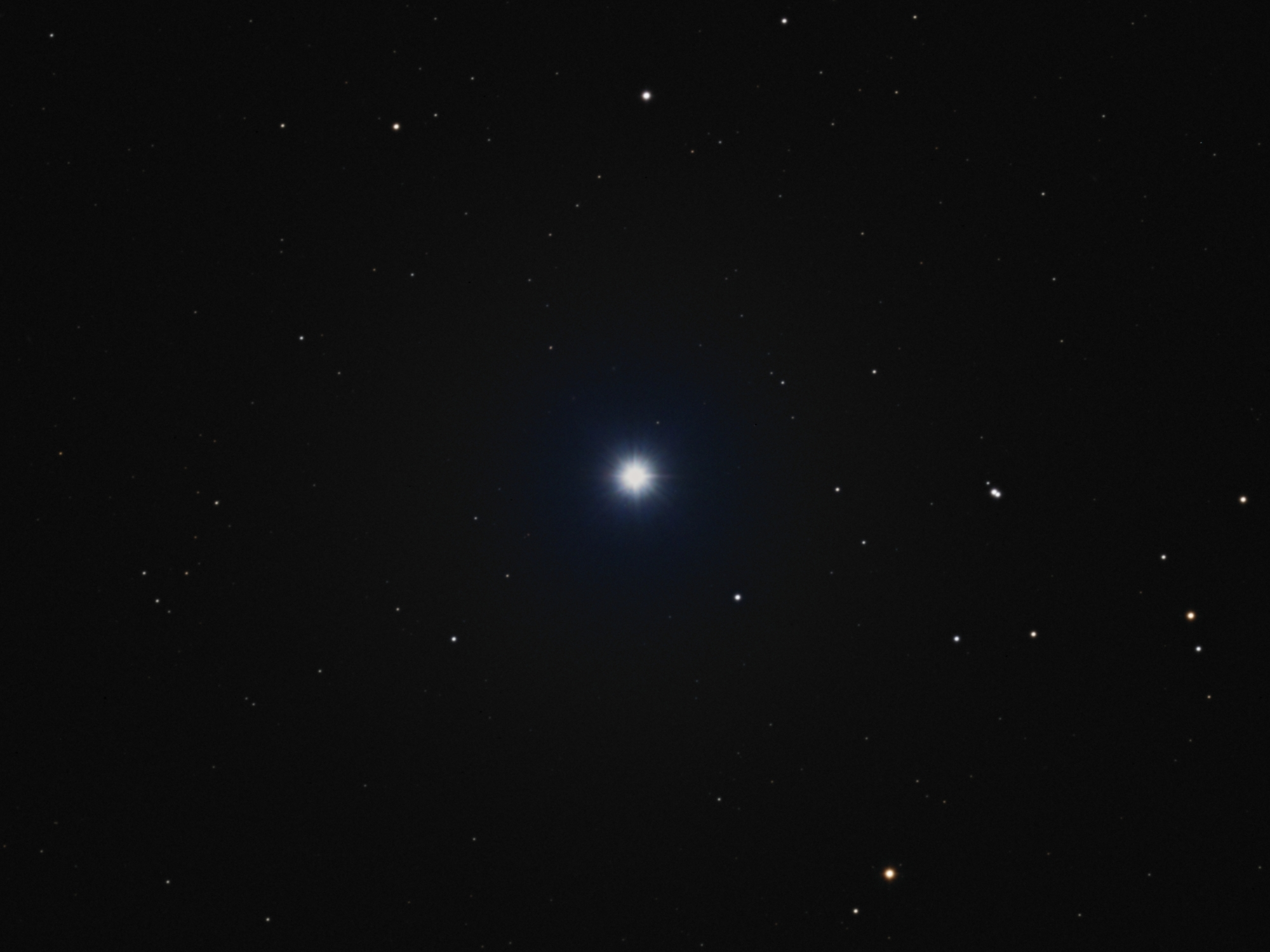
Альфа Північної Корони у видимому світлі.

Альфа Північної Корони — це подвійна зоряна система, компоненти якої обертаються один навколо одного по витягнутій орбіті кожні 17,36 доби. Середня відстань між ними становить 0,2 а. о. (від 0,13 до 0,27 а. о.) — це приблизно половина відстані від Сонця до Меркурія.
Оскільки площина цієї орбіти нахилена під кутом 88,2° до лінії зору на Землю, ця пара зір утворює окрему затемнювану подвійну систему, подібну до Алголя (Бети Персея). Унаслідок взаємних періодичних затемнень зоряна величина системи змінюється від +2,21 до +2,32, що ледве помітно неозброєним оком.
Менший компонент системи — жовта зоря головної послідовності з оцінювальною зоряною величиною G5, маса якої становить 92 % маси Сонця, а радіус — 90 % радіуса Сонця. Світність цієї зорі в рентгенівській частині спектра становить 6 × 1028 ерг/с, що в 30 разів перевищує піковий рівень активності Сонця. Такий високий рівень активності є типовим для молодої зорі цього класу. Температура зоряної корони становить близько 5 млн К, що набагато гарячіше за температуру сонячної корони. Верхня межа швидкості екваторіального обертання 14 км/с еквівалентна періоду обертання 3 дні. Більш імовірно, що період обертання становить 7—9 днів.
Зорю оточує щільний пиловий диск, приблизно такий самий, який оточує Вегу. Нині точиться дискусія, як на динаміку пилового диска і на формування планет у системі впливає той факт, що зоря є подвійною.
Компоненти швидкості цієї зоряної системи в просторі становлять:
- U = +14,257 км/с.
- V = +0,915 км/с.
- W = +3,147 км/с.

Вважається, що Альфа Північної Корони є членом рухомої групи зір Великої Ведмедиці, які мають спільний рух у просторі.

## У культурі
Альфа Північної Корони під назвою Альфекка є однією із середньовічних бегенійських нерухомих зір.